# Velleia glabrata
Velleia glabrata är en tvåhjärtbladig växtart som beskrevs av Carolin. Velleia glabrata ingår i släktet Velleia och familjen Goodeniaceae. Inga underarter finns listade i Catalogue of Life.